# سيلفستر إمونز
سيلفستر إمونز هو سياسي أمريكي، ولد في 28 فبراير 1808، وتوفي في 15 نوفمبر 1881.